# یواس‌اس مونتاگ (ای‌کی‌ای-۹۸)
یواس‌اس مونتاگ (ای‌کی‌ای-۹۸) (به انگلیسی: USS Montague (AKA-98)) یک کشتی بود که طول آن ۴۵۹ فوت ۲ اینچ (۱۳۹٫۹۵ متر) بود. این کشتی در سال ۱۹۴۵ ساخته شد.